# Peine dental

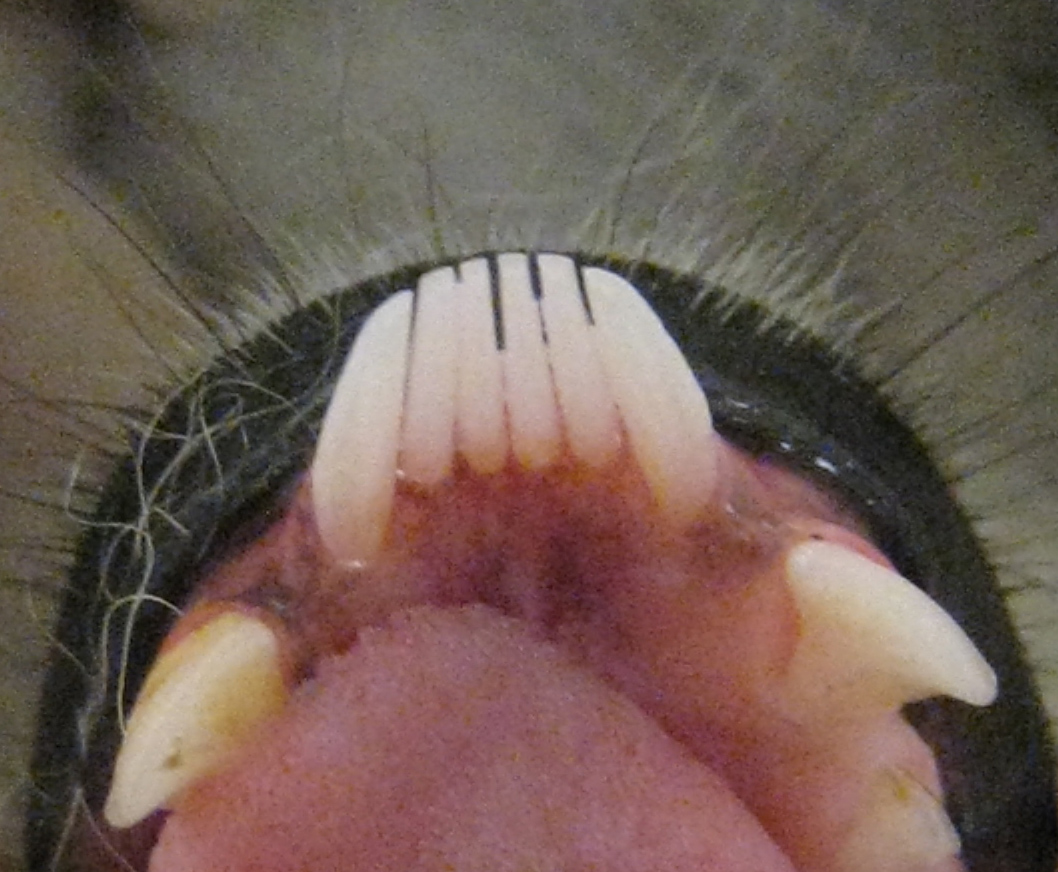
Peine dental de un lémur de cola anillada (Lemur catta), con premolares similares a caninos a ambos lados.

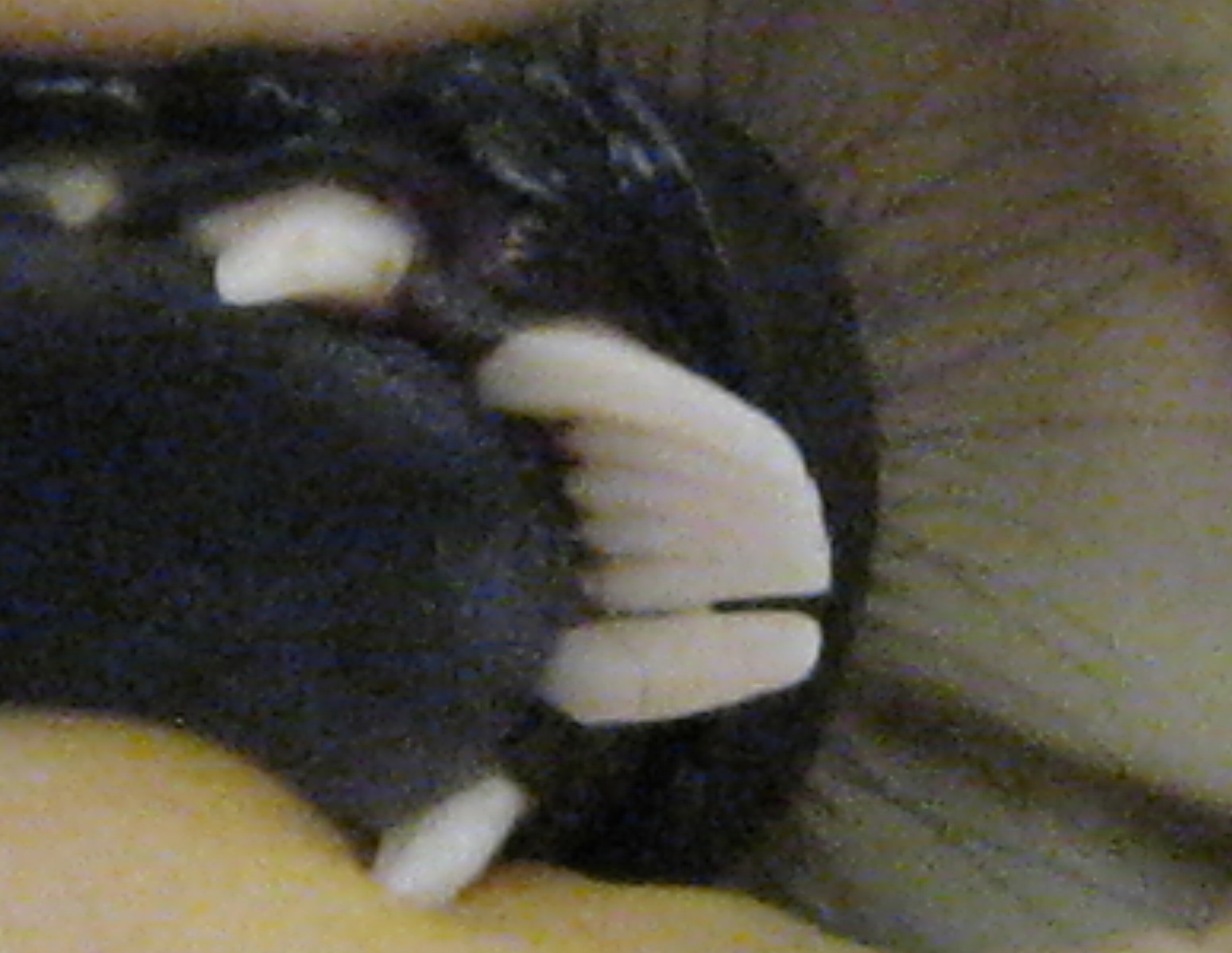
Peine dental de un lémur rufo blanco y negro (Varecia variegata).

Se denomina peine dental a una estructura anatómica propia de los primates estrepsirrinos, suborden que incluye a lémures, loris y gálagos. El peine dental consiste en un grupo de dientes largos, planos, ligeramente curvados y parejos, formado por los incisivos y caninos del maxilar inferior.
En los índridos, los lémures babuinos y algunos lémures perezosos la estructura está formada por cuatro dientes, pero consiste en seis dientes en todos los demás lémures (cuatro incisivos y dos caninos), excepto en el peculiar aye-aye, y tan sólo este último, el extinto aye-aye gigante (Daubentonia robusta) y el más grande de los también extintos Mesopropithecus carecen de un peine dental funcional, característico de los estrepsirrinos. En el caso del aye-aye, la morfología de los incisivos deciduos, que pierden poco después de nacer, indica que sus antepasados tenían peine dental. Pierden estos dientes de leche poco después del nacimiento, y son remplazados por unos incisivos que crecen continuamente y durante toda su vida.
El primer premolar inferior después del peine dental generalmente es similar a un canino típico. El peine dental de los lémures contiene unos surcos microscópicos que permiten que el peine sea utilizado para el acicalado y ocasionalmente para la búsqueda de alimento.
El primer fósil de estrepsirrino encontrado que contaba con peine dental fue Karanisia clarki, una especie extinguida de loris datado en el Eoceno medio (hace unos 40 Ma) y encontrado en Egipto. Este hallazgo, junto con la carencia de fósiles de lémur en Madagascar y África, ha complicado el interrogante sobre los orígenes y diversificación de los lémures.